# Бентвиш
Бентвиш (њем. Bentwisch) општина је у њемачкој савезној држави Мекленбург-Западна Померанија. Једно је од 59 општинских средишта округа Бад Доберан. Према процјени из 2010. у општини је живјело 2.586 становника. Посједује регионалну шифру (AGS) 13051009.

## Географски и демографски подаци
Бентвиш се налази у савезној држави Мекленбург-Западна Померанија у округу Бад Доберан. Општина се налази на надморској висини од 15 метара. Површина општине износи 14,7 km². У самом мјесту је, према процјени из 2010. године, живјело 2.586 становника. Просјечна густина становништва износи 175 становника/km².